# Conothele birmanica
Conothele birmanica là một loài nhện trong họ Ctenizidae.
Loài này thuộc chi Conothele. Conothele birmanica được miêu tả năm 1887 bởi Tord Tamerlan Teodor Thorell.